# Elephantulus
Elephantulus (Thomas e Schwann, 1906) è un genere di mammiferi della famiglia dei Macroscelididae.

## Tassonomia
Comprende le seguenti specie:
- Elephantulus brachyrhynchus - Macroscelide camuso
- Elephantulus edwardii - Macroscelide del Capo
- Elephantulus fuscipes - Macroscelide dai piedi neri
- Elephantulus fuscus - Macroscelide nero
- Elephantulus intufi - Macroscelide del bushveld
- Elephantulus myurus - Macroscelide delle rocce orientale
- Elephantulus revoili - Macroscelide somalo
- Elephantulus rozeti - Elefantulo di Rozet
- Elephantulus rufescens - Macroscelide rossastro
- Elephantulus rupestris - Macroscelide delle rocce occidentale

## Descrizione
Questo genere contiene le specie più piccole di toporagno elefante: la lunghezza del corpo, testa inclusa, può variare da 9 a 15 cm, quella della coda tra 8 e 17 cm e il peso tra 25 e 60 g. Il colore del dorso varia dal giallo-grigio al bruno-rossastro, mentre il lato ventrale è più chiaro, biancastro o grigio chiaro. lI muso è lungo e mobile come negli altri generi della famiglia. Caratteristiche di questo genere sono le orecchie relativamente lunghe.

## Biologia
La dieta consiste quasi esclusivamente di insetti e in particolare di formiche e termiti. Sono animali territoriali, che marcano il territorio con le secrezioni di apposite ghiandole. Vivono usualmente in coppia, ma in qualche caso sono stati osservati gruppi costituiti di più famiglie. L'attività è diurna. 
Non scavano tane, ma usano quelle di altri animali, in genere roditori.
La maturità sessuale è raggiunta in 50 giorni. L'aspettativa di vita in natura si pensa non superi i due anni, mentre in cattività è stata osservata una longevità di quasi nove anni.

## Distribuzione e habitat
Nove delle 10 specie vivono nell'Africa meridionale ed orientale. Elephantulus rozeti è la sola specie nordafricana. Gli habitat variano dalla steppa alla savana, alle zone semidesertiche. Il terreno roccioso è preferito.